# Lazăr Șăineanu
Lazăr Șăineanu (1859-1934) fue un profesor, filólogo, historiador de la literatura y folklorista rumano.

## Biografía
Nació el 23 de abril de 1859 en Ploiești, en una familia judía. Asistió primero al gymnasium local St. Apostoli Petru și Pavel y luego continuó sus estudios en la Escuela Matei Basarab de Bucarest. Después de graduarse de la escuela secundaria, se matriculó en la facultad de Letras de la Universidad de Bucarest, donde estudió entre 1881 y 1886. Mientras estaba en la universidad, Saineanu se dio a conocer a través de dos obras notables: Elemente turceşti în limba română e Ielele. Estos estudios en el campo de la filología rumana fueron coronados por la obra Semasiologia limbii române, que, presentada en marzo de 1887 como tesis de licenciatura en letras, fue premiada por la Universidad de Bucarest. En 1887 y 1888, Saineau viajó a Francia y Alemania, donde se doctoró.  Tras varios intentos infructuosos de conseguir la nacionalidad rumana, de la que carecía por su condición de judío, abandonó en 1901 el país para instalarse en Francia. Falleció en 1934.
Entre sus obras se encontraron títulos como Elemente turceşti în limba română (1885), 'Ielele, estudio de mitología comparativa (1886), Glosar de cuvintele vechi si sträine din operele lui Miron Costin (1887), Încercare asupra semasiologiei limbii române (1887), Les Jours d'emprunt ou les Jours de la vieille (1889), Lingvistica contemporană sau şcoala neogramaticală (1889), Autorii români moderni (1891), Raporturile intre gramatica si logica: c'o privire sintetica asupra partilor cuvintului (1891), Ioan Eliad Rădulescu ca gramatic şi filolog (1892), Istoria filologiel romane (1895), Studii folklorice (1896), Dicţionar universal al limbei române (1896) y La langue de Rabelais (2 vol., 1922-1923),entre otros.